# Shinsekai
shinsekaiは、日本のロックバンド、ミドリのアルバム。2010年5月19日、ソニー・ミュージックアソシエイテッドレコーズよりリリース。

## 解説
- フルアルバムとしては前作より2年ぶり、CD音源としてはシングル「swing」より1年2ヶ月ぶりのリリース。前述のシングル曲は収録されていない。
- 初回仕様限定盤：三方背BOX
- 本作では後藤まりこ(vo, g)が「山野上筆持（やまのうえひつじ）」名義で積極的にアルバム制作に参加[1]。レコーディング以外にも「鳩」「春メロ」の2曲を自らミックスし、ジャケットデザインも担当。また、「メカ」「鉄塔の上の2人」のPV監督も務めた。

## 収録曲
1. 鳩 (5:33)
2. 凡庸VS茫洋 (3:05)
3. さよなら、パーフェクトワールド。 (2:42)
2009年に行われた全国ツアー『ミドリ、ワンマン、2009春。』にて披露されていた楽曲（ライブ映像はDVD『初体験』に収録）。
4. メカ (3:24)
PVが制作された。
5. スピードビート (4:51)
6. 春メロ (2:42)
ハジメ(key)がメインボーカルを担当。
7. リズム (4:58)
8. あたし、ギターになっちゃった!!!!! (2:22)
9. 鉄塔の上の2人 (4:10)
PVが制作された。
10. どんぞこ (2:54)

作詞：後藤まりこ (#1～#5、#7～#10)  ハジメ・後藤まりこ(#6) 　作曲・編曲：ミドリ